# Homopus signatus
Homopus signatus là một loài rùa trong họ Testudinidae. Loài này được Gmelin mô tả khoa học đầu tiên năm 1789.

## Hình ảnh

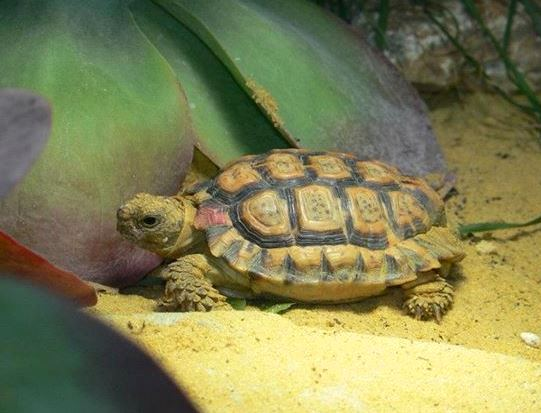
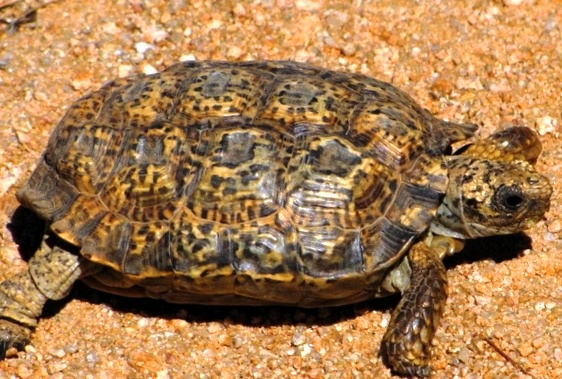
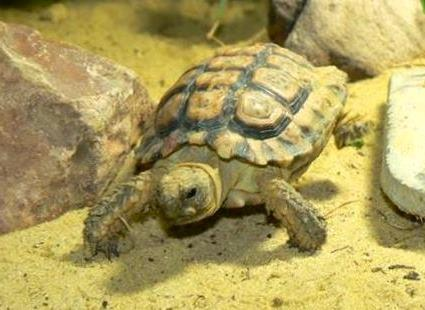
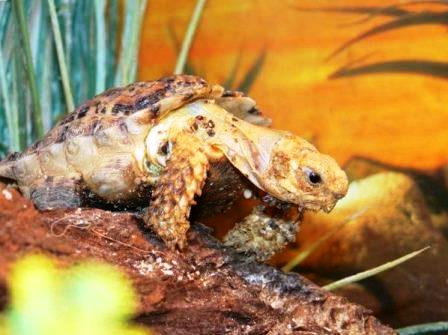